# Pokolj u Velikoj Kruši
Masakr u Velikoj Kruši (albanski: Masakra e Krushës së Madhe) u blizini Orahovca na Kosovu, se dogodio tijekom rata na Kosovu 25. ožujka 1999. godine, dva dana nakon što je počelo NATO-ovo bombardiranje SRJ. U izveštaju Human Rights Watch-a se navodi da je ubijeno preko 90 osoba.
Fond za humanitarno pravo sastavio je 2009. popis ukupno 200 Albanaca ubijenih ili nestalih u Velikoj Kruši 25./26. ožujka, od kojih su samo dvoje bili vojnici a svi ostali civili.

## Kronologija
Oslobodilačka vojska Kosova (OVK) bila je u Velikoj Kruši, ali su njeni članovi bili tek predstavnici odnosa sa zajednicom a ne kao vojna snaga. Srpske su vojne snage znale za njihovu prisutnost tamo te su započele napad navečer 25. ožujka. Unutar nekoliko sati, stanovnici sela su bježali u šumu a Vojska Jugoslavije je granatirala kuće dok je paravojska sustavno pljačkala privatno vlasništvo prije nego što ga je zapalila. Pojedini su vojnici nosili uniforme dok su drugi bili maskirani.
Ženama i djeci je naređen odlazak u Albaniju dok su muškarci pretraženi te su im oduzeti osobni dokumenti. Selami Helshami je bio jedan od osoba koje su preživjele jer su leševi pali na njega i zaštitili ga od pucnjave. Navodi kako je 200-injak albanskih muškaraca odvedeno kraj jedne farme gdje im je naređeno da legnu na pod, s rukama iznad glave. Prema njegovim izjavama, srbijanski policajci su bili mirni, no paravojska je vikala da su oni svi teroristi. Nakon što su ležali pet sati na podu, napokon im je naređeno da ustanu te da istupe oni koji nisu iz Velike Kruše. Helshami i još 14 je istupilo naprijed. Tada su ih vojnici odveli do jedne napuštene štale i stavili u kut. Albanski muškarci su ih molili da im poštede živote, no jedan je vojnik samo dgovorio: "Pitaj Billa Clintona". Petero vojnika je otvorilo vatru i strijeljalo 15 muškaraca. Leševe su srpski vojnici potom prekrili slamom, polili benzinom i zapalili, te napustili zgradu misleći da će vatra uništiti sve dokaze. Međutim, ranjeni Helshami je uspio otpuzati van iz zgrade i spasiti se kako bi svjedočio o događajima. Svjedočio je da je vidio obezglavljene Albance te da su ga žene uspjele prokrijumčariti ispod deka na traktoru, iako mu je samo jogurt ublažavao rane.

Svjedok Bellanica, koji se je skrivao u šumi tjedan dana, pojavio se u razrušenom selu, dobavio svoju skrivenu kameru te snimio leševe na zemlji. Zahvaljujući snimci, odmah su identificirane 26 žrtve.

## Suđenja
Slobodan Milošević optužen je za zločine u Velikoj Kruši. Masakr u Velikoj Kruši je sastavni dio optužnice srpskim vojnim i političkim liderima  - Milan Milutinović, Nikola Šainović, Dragoljub Ojdanić, Nebojša Pavković, Vladimir Lazarević, Sreten Lukić - za ratne zločine počinjene u Kosovskom ratu:
Na dan 25. ožujka 1999. godine, sela Velika Kruša i Mala Kruša napale su snage SRJ i Srbije. Mještani su potražili zaklon u pošumljenom području izvan Velike Kruše, odakle su mogli vidjeti kako srpski policajci sustavno pljačkaju a zatim spaljuju njihove kuće. Ujutro 26. ožujka 1999. godine, srpska policija je otkrila seljake u šumi. Policajci su naredili ženama i maloj djeci da otiđu i pođu u Albaniju. Policajci su zatim pretresli muškarce i mladiće i oduzeli im osobne dokumente, a zatim su ih natjerali da pješice odu do jedne napuštene kuće između šume i Male Kruše. Kada su se muškarci i mladići okupili u kući, srpski policajci su otvorili vatru na njih. Poslije nekoliko minuta paljbe, policajci su preko muškaraca i mladića nabacali sijeno, zapalivši ga kako bi spalili tijela. Pucnjavom i vatrom, srpska policija je ubila oko 105 kosovskih Albanaca, muškaraca i mladića.
U pravomoćnoj presudi Međunarodnog suda za ratne zločine, donesenoj 2009., nakon nekoliko godina suđenja, kaže se sljedeće:
Snage VJ i MUP opkolile su 25. ožujka 1999. selo Velika Kruša nakon čega je MUP ušao u selo, pljačkao i palio kuće uz pomoć nekolicine lokalnih Srba. Seljaci, kosovski Albanci, sakrili su se u šumi i kasnije su ulovljeni, a ženama i djeci je naređeno da odu u Albaniju. Najmanje 111 muškaraca, uključujući tinejdžere, starije i hendikepirane, lišeno je dragocijenosti i osobnih dokumenata, zlostavljano, a potom zatvoreno u jednu štalu, gdje su na njih vatru otvorili lokalni pripadnici policije, nakon čega je štala zapaljena. Preživjelo ih je samo osmero.